# Városi Képtár – Deák Gyűjtemény
A Deák Gyűjtemény – Városi Képtár múzeum Székesfehérváron.

## A kiállítóhely épülete
Több középkori falrészt őrző barokk és romantikus lakóépület összenyitásával sikerült kialakítani Deák Dénes gyűjteménye számára egy alkalmas kiállítóteret.

## Szervezete
A Deák Gyűjtemény múzeumi kiállítóhely Székesfehérvár 1994-ben létrehozott Városi Képtárának egyik filiáléja, a képtár másik filiáléja a Pelikán udvarban működő Pelikán Galéria kiállítóhely, amely napjaink képzőművészeti alkotásait gyűjti. Időszakos kiállításokkal, rendezvényekkel, kiadványokkal szolgálja a Városi Képtár a 20. és 21. századi modern magyar képzőművészet ügyét.

## A Deák Gyűjtemény
Deák Dénes (1931-1993) budapesti műgyűjtő és mecénás az 1960-as évektől az 1990-es évekig értékes műgyűjteményt alakított ki a magyar 20. századi képzőművészek alkotásaiból. Utódja nem lévén, gyűjteményét Székesfehérvárnak adományozta, mivel látta, hogy Székesfehérvár sokat tesz a modern magyar művészet közkinccsé tételében. Reményeiben nem csalatkozott, már életében, 1988-ban megnyitották a Deák Gyűjtemény kiállítóhelyet, sőt azt is vállalták Deák Dénes 1993-ban bekövetkezett halála után, hogy tovább gyarapítják a gyűjteményt modern képzőművészeti alkotásokkal.
A modern képzőművészeti alkotások az egész világon sok helyet igényelnek, ezért a város Pelikán udvarában is kialakítottak egy másik kiállítóhelyet, a Pelikán Galériát. A két kiállítóhelyet együttesen Városi Képtárnak nevezik. Országunkban, ahol sajnos a történelem viharai közepette szétzilálódtak a magánygyűjtemények (l. például Ernst Lajos magángyűjteményét), felbecsülhetetlen jelentősége van annak, hogy Székesfehérváron a Deák Gyűjtemény egyben van, s állandó kiállítás tárgyát képezi. Eszmei értéke szinte felbecsülhetetlen, az egész huszadik századi magyar festőművészetről ad áttekintést, ez abból is kitűnik, ha kiemelünk néhány nevet a teljesség igénye nélkül.

## A gyűjteményben szereplő művészek betűrendben
- Anna Margit 14[1]
- Ámos Imre
- Bálint Endre 10
- Berény Róbert
- Czigány Dezső
- Czóbel Béla 22
- Deim Pál 11
- El Kazovszkij 12
- Farkas István 8
- Ferenczy Béni
- Gadányi Jenő
- Gulácsy Lajos 12
- Gyarmathy Tihamér 13
- Kádár Béla 6
- Kerényi Jenő
- Id. Kernstok Károly
- Korniss Dezső
- Márffy Ödön
- Mednyánszky László 12
- Nagy István 10
- Orbán Dezső
- Pátzay Pál
- Pór Bertalan
- Rippl-Rónai József 11
- Šwierkiewicz Róbert 22
- Tihanyi Lajos
- Tóth Menyhért 5
- Vedres Márk
- Vajda Lajos